# Codex Vindobonensis 795
Le Codex Vindobonensis 795 est un manuscrit du IXe siècle actuellement conservé par la Bibliothèque nationale autrichienne à Vienne. Il contient des lettres et des traités d'Alcuin.
Il s'agit d'une compilation réalisée en 798 ou juste après le retour de Rome d'Arn de Salzbourg pour sa nomination au rang d'archevêque. Le manuscrit contient également deux textes sur la topographie de Rome, avec en particulier ses autels : le Notitia ecclesiarium urbis Romae (Notice de l'église de la cité de Rome) et le De locis sanctis martyrum quae sunt foris civitatis Romae (Les lieux des saints martyrs hors de la cité de Rome), qui ne peuvent avoir été écrits par Alcuin.
En particulier, il préserve les noms des lettres de l'alphabet gotique, qui correspondent le plus souvent, sous une forme altérée, au nom de runes connues par le vieil anglais et le vieux norrois.
Il contient également une description de l'alphabet runique anglo-saxon, le fuþorc.